# Eulophus abdominalis
Eulophus abdominalis är en stekelart som beskrevs av Christian Gottfried Daniel Nees von Esenbeck 1834. Eulophus abdominalis ingår i släktet Eulophus och familjen finglanssteklar. Arten är reproducerande i Sverige. Inga underarter finns listade i Catalogue of Life.